# Longaulnay
 Longaulnay  es una población y comuna francesa, situada en la región de Bretaña, departamento de Ille y Vilaine, en el distrito de Saint-Malo y cantón de Tinténiac.

## Demografía
| 455 | 413 | 363 | 327 | 303 | 340 |
| Para los censos de 1962 a 1999 la población legal corresponde a la población sin duplicidades (Fuente: INSEE [Consultar]) |     |     |     |     |     |